# 大学校会议

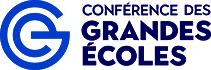
大学校会议标志

大学校会议（法語：Conférence des grandes écoles）是法国的一个高等教育研究机构间组织，成立于1973年，创始成员12个（11所工程师学校和1所高等商业学校）。组织的职能为促进成员在法国与国际上的发展和影响以增加学校与经济与社会的名声。
会议拥有像专业硕士、科学硕士以及大学校态度总结等注册商标，但工程师学校、高商或大学校的叫法并不由此会议管理。
2008年12月16日，大学校会议与原全国大学校发展委员会（法語：Comité national pour le développement des grandes écoles (CNGE)）合并。

## 使命
大学校会议给一下教学计划进行认可：
- 专业硕士：会议成员学校可颁发次文凭；
- 科学硕士；
- 大学校能力总结；
- 智能证明。

## 主席
- 2009年-2013年：皮埃尔塔比
- 2013年-2015年：飞利浦扎美
- 2015年至今：安娜-露西瓦克。

## 成员
会议目前共有300所左右成员机构：
- 222所成员学校
- 36家机构
- 16个企业

以上成员全部被国家承认并能颁发至少会考后5年水平的文凭。

## 在国民议会的游说活动
大学校会议为国民议会注册的利益代表。2015年会议公布了225万欧元的预算，但并没有明确指出没年用于直接在议会游说的资金。